# قصف نيش العنقودي
كانت التفجيرات العنقودية في نيش أحداثًا وقعت في 7 و 12 مايو / أيار 1999 أثناء قصف الناتو ليوغوسلافيا. كان القصف الأول حدثًا مهمًا أسفر عن مقتل مدنيين واستخدام القنابل العنقودية خلال حملة الناتو في يوغوسلافيا.

## القصف الأول
في 7 مايو 1999، بين الساعة 11:30 و 11:40، أسقطت طائرات مقاتلة تابعة لسلاح الجو الملكي الهولندي حاويتين من القنابل العنقودية فوق نيش، موجهة إلى مطار نيش، الواقع في نهاية المدينة. سقطت القنابل بالقرب من وسط المدينة، على بعد 3 كيلومترات على الأقل من المطار، الهدف المفترض. وتناثرت القنابل من الوعاءين وحملتهما الرياح ثم سقطت على ثلاثة مواقع في وسط المدينة:
- مبنى علم الأمراض بجوار مركز نيش الطبي في جنوب المدينة،
- بجوار مبنى «بانوفينا» بما في ذلك السوق الرئيسي ومحطة الحافلات بجوار قلعة نيش والمركز الصحي «12 فبراير»
- موقف سيارات «نيش اكسبريس» بالقرب من نهر نيشافا.

سجل تقرير من هيومن رايتس ووتش مقتل 14 مدنيا نتيجة الهجوم، وإصابة 28 آخرين. أبلغت فيشرني نوفوستي عن مقتل 16 مدنياً. كانت الوفيات بين المدنيين مرتفعة حيث وقع الهجوم في منتصف النهار عندما كان المدنيون يتجمعون في الشوارع وفي السوق حيث كان عدد القتلى أكبر.

## القصف الثاني

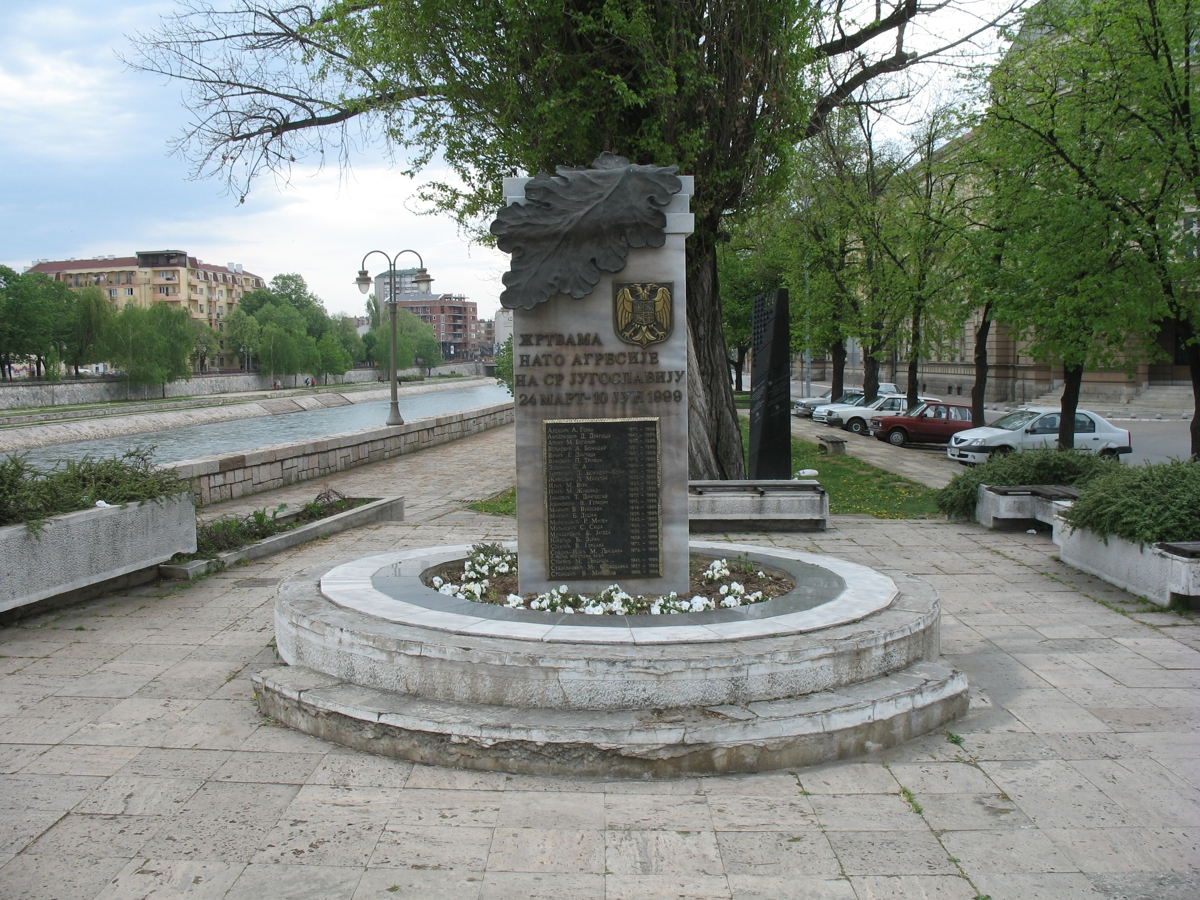
نصب تذكاري لضحايا قصف نيش

في 12 مايو 1999، تم قصف الجزء الشرقي من المدينة بالقنابل العنقودية، مما أدى إلى إصابة 11 مدنياً. العديد من الإصابات كانت بتر. يقع هذا الجزء من مدينة دوفانيست على بعد أكثر من 7 كيلومترات من المطار. وقتل أول ضحية لهذا القصف عام 2000 عندما انفجرت قنبلة غير منفجرة.

## ما بعد الكارثة
بعد الحادث توقف سلاح الجو الملكي الهولندي عن استخدام القنابل العنقودية في الحملة، لكن أعضاء الناتو الآخرين استمروا في استخدامها. وفقًا لتقرير صادر عن منظمة العفو الدولية، لم يقدم الناتو أي سبب لسبب نشر الذخائر العنقودية على أهداف قريبة جدًا من السكان المدنيين. في رأيهم، انتهك الناتو المادة 51 (4) و (5) من البروتوكول الأول.
اليوم، لا يزال من الممكن العثور على مئات الذخائر العنقودية غير المنفجرة في الريف الصربي، على الرغم من الجهود التي تبذلها الحكومة الصربية لتطهير جميع المواقع من هذه الذخائر.